# River Road (Caroline du Nord)
Pour les articles homonymes, voir River Road.
River Road est un census-designated place du comté de Beaufort en Caroline du Nord. En 2010, sa population était de 4 394 habitants.

## Source de la traduction
- (en) Cet article est partiellement ou en totalité issu de l’article de Wikipédia en anglais intitulé « River Road, North Carolina » (voir la liste des auteurs).